# NGC 4334
NGC 4334 је спирална галаксија у сазвежђу Девица која се налази на NGC листи објеката дубоког неба.
Деклинација објекта је + 7° 28' 24" а ректасцензија 12h 23m 24,1s. Привидна величина (магнитуда) објекта NGC 4334 износи 13,1 а фотографска магнитуда 13,9. NGC 4334 је још познат и под ознакама UGC 7458, MCG 1-32-35, CGCG 42-66, VCC 638, IRAS 12208+0744, PGC 40218.